# Riemenzunge

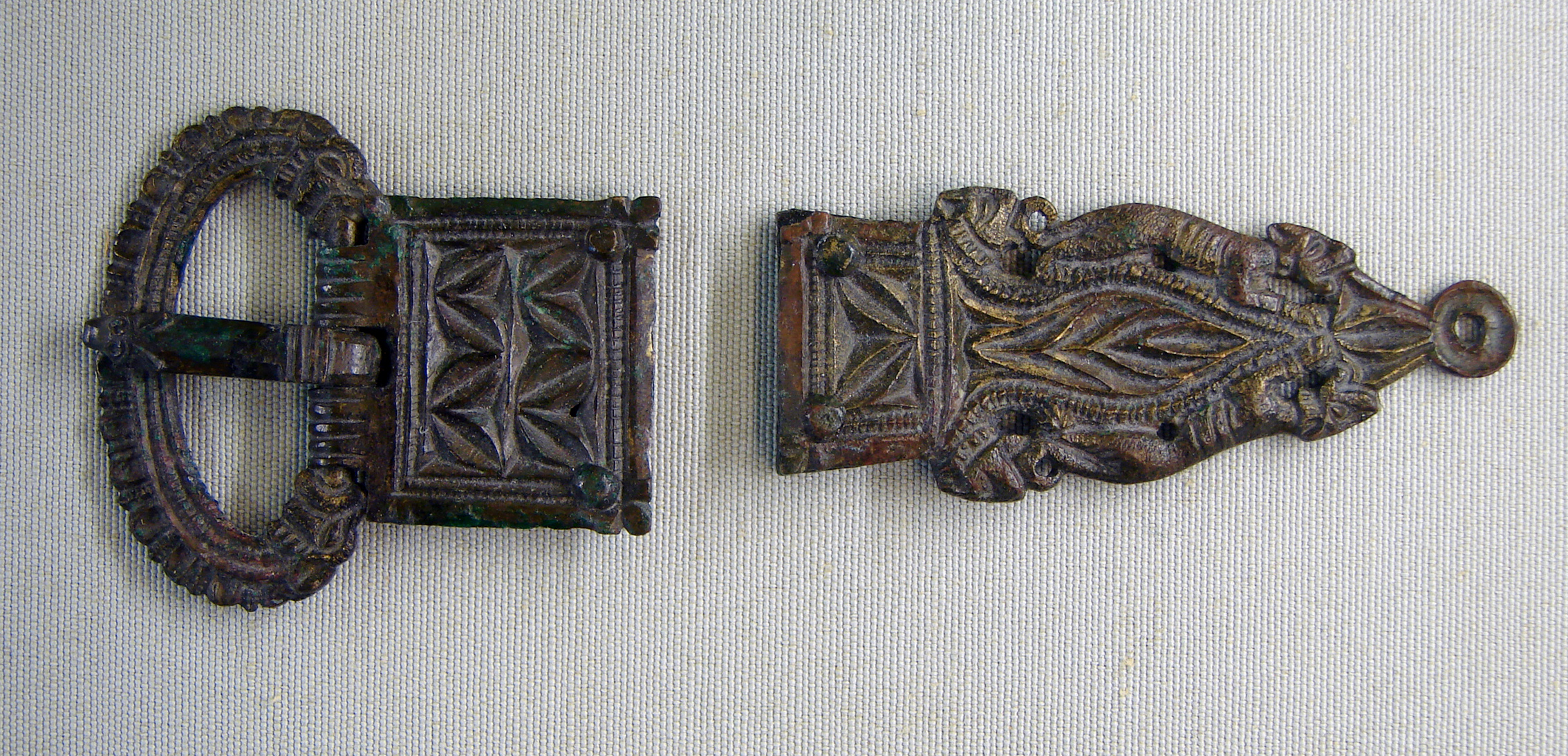
Spätrömische Gürtelbeschläge aus Monceau-le-Neuf: Schnalle (links) und Riemenzunge (rechts)

Die Riemenzunge ist eine Metallverstärkung für das Ende eines Gürtels.
Seit römischer Zeit werden Gürtel gelegentlich mit einer Riemenzunge versehen. Diese ist nicht nur ein modisches Accessoire, sondern kann es auch erleichtern, den Riemen durch die Schnalle und gegebenenfalls weitere Gürtelschlaufen zu ziehen. Formen und Verzierungen ändern sich im Lauf der Zeit, Riemenzungen aus archäologischen Funden können daher auch zur Datierung beitragen.
Meist gehört nur eine Riemenzunge zum Gürtel, gelegentlich kommen aber Ausnahmen vor. So sind an den so genannten vielteiligen Gürteln der Awaren im frühen Mittelalter mehrere Enden mit je einer Endverstärkung angebracht.